# 女青鬼律
女青鬼律（じょせいきりつ）は、六朝期に編纂されたとされる道教の経典。『道蔵』の洞神部に収められている。現行本は全6巻。
主に道教の戒律について記した経典であるが、必ずしも戒律だけを記したものではない。
六朝期に天師道にて用いられていたが、六朝から唐代にかけての道教の書物でこの書を引用したとされる記述の中に現行本の『女青鬼律』には載せられていない内容もあるため、原本のままではないことが分かる。
また、引用先の書名から元々は「女青文」と「鬼律」の2つの文献であった可能性も指摘されている。
巻1・2には鬼の名称やその姓名、その効力や名称が書いてあるなど、一種の名簿形式になっている。